# Nigidius taurus
Nigidius taurus là một loài bọ cánh cứng trong họ Lucanidae. Loài này được Jakowlew mô tả khoa học năm 1900.